# Kiriłł Razumowski

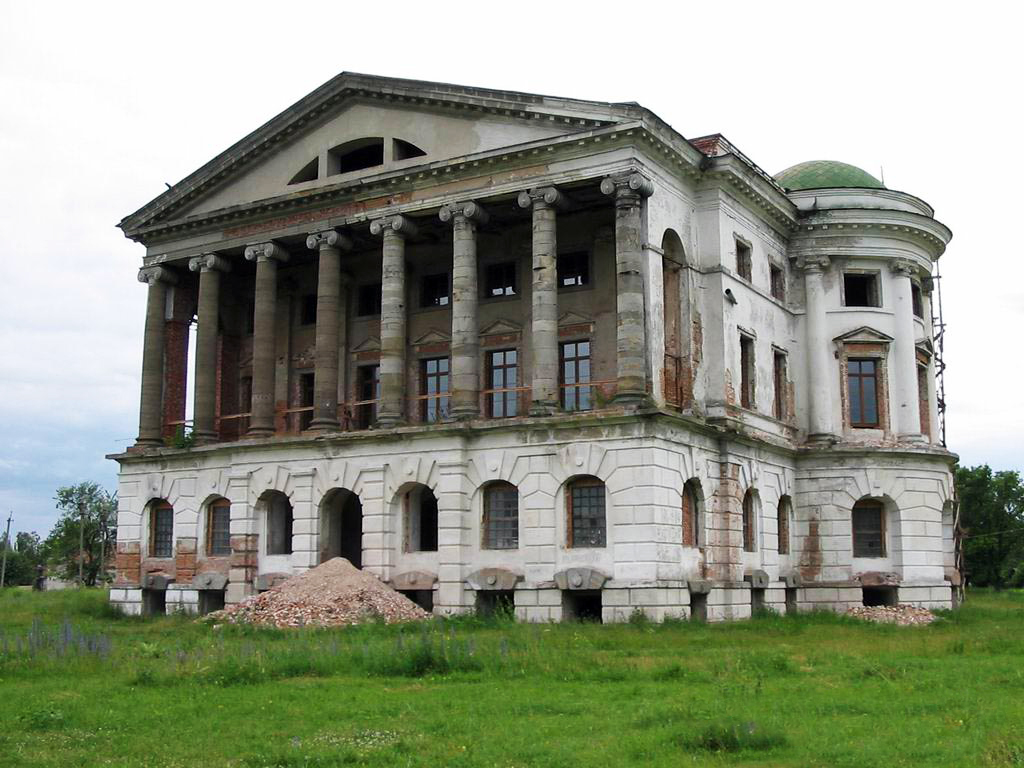
Ruiny pałacu Razumowskiego w Baturynie z roku 1802

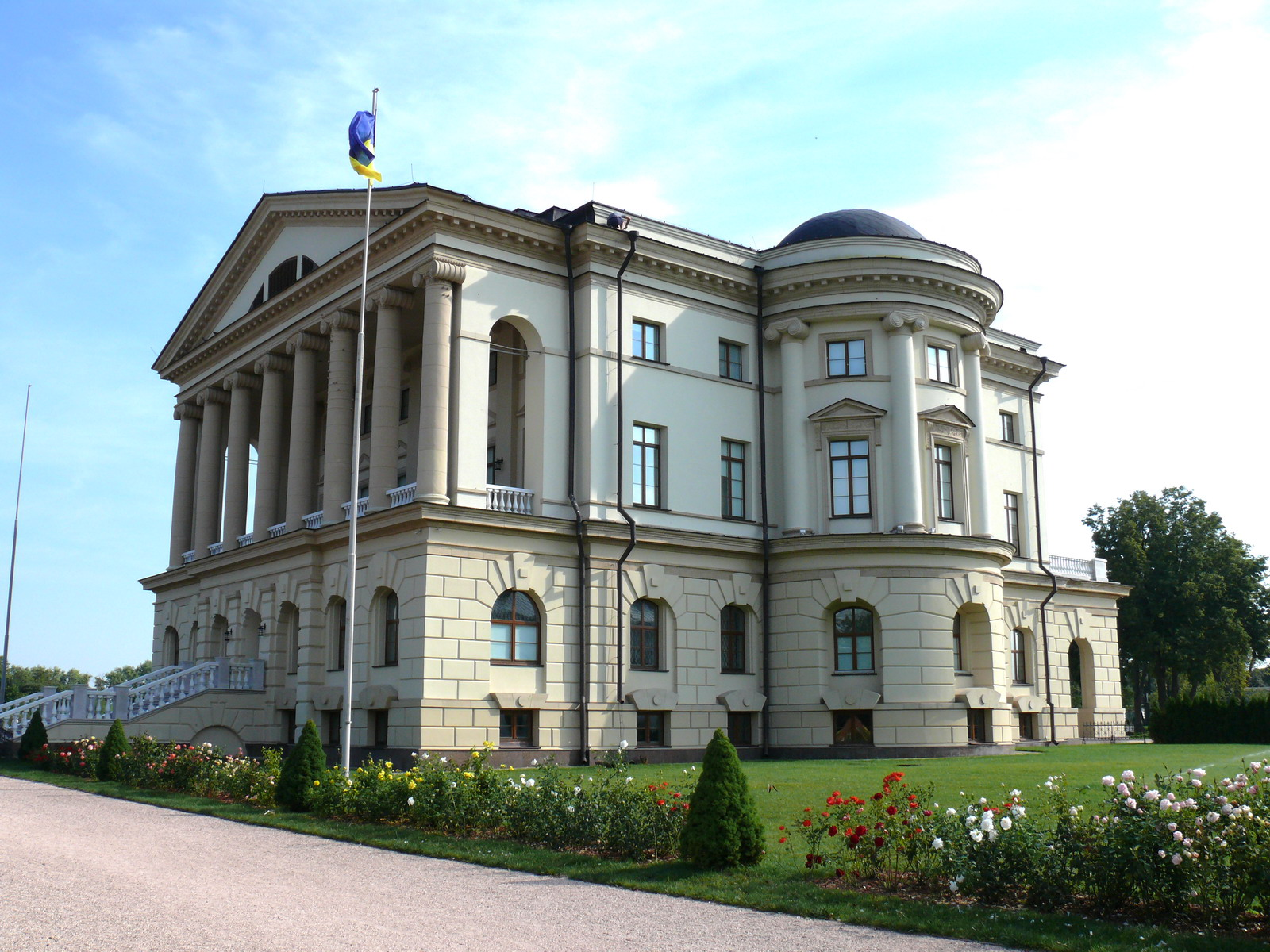
Pałac Rozumowskiego po restauracji 2009

Kiriłł Grigorjewicz Razumowski, lub Rozumowski, prawdziwe nazwisko Rozum (ur. 18 marca?/29 marca 1728 we wsi Lemiesze k. Kozielca, zm. 9 stycznia?/21 stycznia 1803 w Baturynie) – ostatni kozacki hetman lewobrzeżnej Ukrainy, feldmarszałek rosyjski, wolnomularz.

## Życiorys
Studiował na Albertynie w Królewcu. W 1746 roku został wybrany prezydentem Rosyjskiej Akademii Nauk w wieku 18 lat dzięki wpływom brata Aleksieja Razumowskiego. Urząd ten pełnił przez ponad pięćdziesiąt lat, do 1798 roku (faktycznie od 1766 Akademią kierowali dyrektorzy).
W 1744 roku otrzymał tytuł hrabiego, w 1750 roku został wybrany na hetmana kozackiego, który to urząd sprawował do listopada 1764 roku. Na swoją siedzibę wybrał Głuchów, następnie Baturyn, gdzie stworzył piękną rezydencję, której ruiny można podziwiać do dziś. Planował tam także otworzyć ukraiński uniwersytet. Fundator soboru Narodzenia Matki Bożej w Kozielcu. W lipcu 1762 był jednym ze spiskowców, którzy przeprowadzili zamach stanu Katarzyny Wielkiej. Później mianowała ona Razumowskiego feldmarszałkiem, pomimo iż nigdy nie widział on bitwy. Wkrótce rozczarowała się Razumowskim, była przeciwna jego idei o dziedziczności urzędu hetmana Ukrainy zmuszając go do rezygnacji z urzędu hetmana.
Kiriłł Razumowski ożenił się 27 października 1746 roku z freiliną dworu Jekatieriną Iwanowną Naryszkiną ze znanego bojarskiego rodu Naryszkinów, której ojciec był kuzynem cara Piotra Wielkiego (po matce cara Natalii). Miał z nią pięć córek oraz sześciu synów, z których Aleksiej Kiriłłowicz Razumowski (1748–1822) był ministrem edukacji w latach 1810–1816, a książę Andriej Razumowski (1752–1836) był dyplomatą, ambasadorem rosyjskim w Wiedniu, znanym miłośnikiem muzyki i mecenasem Ludwiga van Beethovena. Żyjący przedstawiciele rodu pochodzą od syna Grigorija (Gregora) Razumowskiego (1759–1837), który po krytyce rządów carskich wyemigrował na Zachód, gdzie został znanym członkiem kilku towarzystw naukowych.
Był odznaczony Orderem Orła Białego. Był członkiem loży wolnomularskiej Trzech Braci w 1744 r.